# 桒山賀行
桒山 賀行（くわやま がこう、1948年3月9日 - ）は、日本の彫刻家。愛知県常滑市出身。日展会員。父は陶彫家の桒山護朗。

## 経歴
- 1948年 - 愛知県常滑市にて出生
- 1967年 - 愛知県立瀬戸窯業高等学校卒業
- 1966年 - 彫刻家澤田政廣に師事
- 1981年 - 日展会員
- 1991年 -「手で触れて見る彫刻展」を開催
- 1992年 - 日彫展「風景ー海ー」西望賞
- 1999年 - 愛媛県摩尼山光林寺創建1300年記念真言八祖像制作
- 2004年 - 東京都台東区月州寺本尊釈迦三尊像制作
- 2006年 - 愛知県東浦町成立100周年記念事業として於大の方、徳川家康、水野忠政を制作
- 2007年 - 日展「演者」内閣総理大臣賞
- 2011年 - 清里の森・彫刻ギャラリーGAKOUをオープン
- 2016年 - 藤沢ゆかりの展覧会「桒山賀行彫刻展」木霊と共に50年　開催
- 2023年 - 日本芸術院賞[1]

## 手で触れて見る彫刻展
桒山のアトリエで、鳩が飛ぶ彫刻（『記念写真』ブロンズ）に触れた視覚障害者が、鳥が羽を広げて飛ぶ様子に感動している姿がきっかけになり、視覚障害者にも自分の展覧会で一緒に触れて見てもらおうと始めた。1991年から毎年行っている。第24、25回手で触れて見る彫刻展には桒山との出会いをきっかけに彫刻を始めた視覚障害者の作品も展示されている。

## 主な作品
- 『演者』 - 第39回日展　内閣総理大臣賞[3]
- 『風景ー海ー』 - 東京都八王子市片倉城址公園[4]
- 『新美南吉胸像』 - 新美南吉記念館（愛知県半田市）
- 『四季の丘』 - 半田運動公園（愛知県半田市）
- 『春の詩』 - 湘南大庭公民館（神奈川県藤沢市）
- 『十二神将』- 松栄寺（兵庫県洲本市）